# Start4Big
Start4Big és un centre de connexions (hub) comercial d'innovació creat l'agost de 2018 per CaixaBank, Naturgy, Aigües de Barcelona, Seat i Telefónica per tal que empreses emergents (start-ups) de dins i fora de l'Estat espanyol desenvolupin vuit projectes a l'any.